# Městský hejtman
Městský hejtman, někdy označovaný též jako kapitán města (německy Stadthauptmann) je označení historického úřadu v oblasti komunální správy, zejména bezpečnosti a obrany města v německojazyčných zemích, včetně zemí Koruny české. V současné době se tato pozice (jako Stadthauptmann) používá především v Rakousku.

## Historie
Původní význam výrazu hejtman/kapitán bylo označení resp. hodnost velitele větší vojenské jednotky. V dobách války se hovořilo o polním hejtmanovi. Velitelem posádky hradu nebo pevnosti byl hradní kapitán. Velitelem vojenských jednotek ve městě byl městský hejtman/kapitán.
Ve středověku, při obléhání Vídně byl k obraně města jmenován městský hejtman, který byl současně vojenským velitelem i správcem města. Od roku 1782 tento titul nosil státní úředník mezi městským magistrátem a dolnorakouskou vládou a později velitel městského obranného a bezpečnostního aparátu.

### Generální gouvernement
V letech 1939-1945 německá správa v okupovaném Polsku používala oficiální titul městský hejtman pro nejvyššího civilního správce okupovaného města, obdobně jako funkce okresního hejtmana pro polský okres. Guvernérem města Radomi byl v letech 1939/1940 starosta Saarbrückenu Fritz Schwitzgebel. V Krakově, „hlavním městě“ Generálního gouvernementu, to byli do ledna 1940 Ernst Zörner, od dubna 1941 Carl Gottlob Schmid, Rudolf Pavlu a od května 1943 Josef Krämer. Friedrich Sauermann byl starostou Lublinu od října 1939 do února 1942, poté starostou Biała Podlaska od dubna 1943 do července 1944.

### Současnost
Dnes je městský hejtman/ka (Stadthauptmann / resp. Stadthauptfrau) označení pro šéfa policejního komisariátu (PK) v Rakousku. Městským hejtmanem je vždy příslušník vyšší, právně kvalifikovaného personálu útvaru státní policie, tedy advokát. Pro ženy v této funkci existuje ženská podoba Stadthauptfrau.